# Il figlio del Texas
Il figlio del Texas (Return of the Texan) è un film del 1952 diretto da Delmer Daves.
È un film western statunitense con Dale Robertson, Joanne Dru e Walter Brennan. È basato sul romanzo del 1950  The Home Place di Fred Gipson.

## Produzione
Il film, diretto da Delmer Daves su una sceneggiatura di Dudley Nichols e un soggetto di Fred Gipson (autore del romanzo), fu prodotto da Frank P. Rosenberg per la Twentieth Century Fox Film Corporation e girato nel Texas (a San Antonio) e in California (a Northridge, nel ranch di proprietà dell'attrice Janet Gaynor e del marito, il costumista Adrian), dal 23 agosto al 28 settembre 1951. Il film doveva originariamente essere diretto da Henry Hathaway che però dovette rinunciare per problemi di salute.

## Colonna sonora
- Don't Fence Me In - scritta da Cole Porter

## Distribuzione
Il film fu distribuito con il titolo Return of the Texan negli Stati Uniti dal 13 febbraio 1952 al cinema dalla Twentieth Century Fox.
Altre distribuzioni:
- in Finlandia il 4 dicembre 1952 (Teksasilaisen paluu)
- in Svezia il 26 gennaio 1953 (En äkta texasgrabb)
- in Portogallo il 12 maggio 1953 (Fugindo ao Passado)
- in Francia (Return of the Texan)
- in Italia (Il figlio di Texas)
- in Belgio (Le retour du Texan)

## Promozione
Le tagline sono:
- The story of a man's return home!... where there's still a land to tame... a love to win... an adventure to live!
- ADVENTURE BIG AS TODAY'S GREAT SOUTHWEST!